# Dornier 228
Dimensions
Le Dornier 228 (abrégé Do 228, Code IATA D28, Code OACI D228) est un biturbopropulseur construit par l’avionneur allemand Dornier de 1981 à 1998 dans l’usine de Oberpfaffenhofen près de Munich et produit sous licence depuis 1986 par Hindustan Aeronautics Ltd. à Kanpur (Inde). Sur les 270 appareils construits, environ 190 sont encore en service dans le monde entier (en 2007). Il est surnommé "le camion du ciel" pour ses performances sur terrains courts voire inexistants.
En 2009, la société suisse RUAG a commencé à construire un Dornier 228 New Generation en Allemagne avec le fuselage, les ailes et l'empennage fabriqués par Hindustan Aeronautics Ltd. (HAL) à Kanpur (Inde) et transportés à Oberpfaffenhofen, où RUAG Aviation réalise l'assemblage final des avions, l'installation d'équipements sur mesure, l'inspection de la conformité des produits et la livraison des avions. Il s'agit essentiellement du même avion avec des technologies et des performances améliorées, telles qu'une nouvelle hélice à cinq pales, une planche de bord tout écran et un plus long rayon d'action. La première livraison a été effectuée en septembre 2010 à l'opérateur japonais New Central Airservice.

## Historique

### Fabrication et essais en vol
Dès le début des années 1970, Dornier commença à développer un profil de voilure de technologie avancée qu’il baptisa « TNT » (Tragflügel Neuer Technologie). Cette aile TNT faisait partie intégrante du projet LTA (Light Transport Aircraft) présenté pour la première fois au public lors du salon aéronautique de Hanovre (ILA) en 1978. Le LTA était un projet de turbopropulseur pouvant transporter de 19 à 25 passagers ou 2 500 kg de fret. Le développement d’un avion moderne entièrement nouveau s’annonçant trop coûteux, Dornier l’abandonna. Le concept du LTA fut repris environ 15 ans plus tard et donna naissance au Dornier 328. Le concept TNT fut par contre adapté sur un Do 28 D-2 « Skyservant » et vola pour la première fois le 14 juin 1979 sous la désignation Do 128-2 TNT. Le Do 128-2 TNT profitait en outre de quelques autres innovations qui furent intégrées dans le Do 228. Les coûts du programme TNT jusqu’aux essais en vol ne nécessitèrent qu’un budget relativement modeste d’environ 19 millions de DM (9,5 millions d'euros). Le gouvernement allemand participa au financement et Dornier ne dut supporter que 30 % de cette somme.
Dans le but de commercialiser le résultat de ce développement, Dornier mit au point un nouveau fuselage pour le TNT, similaire à celui du Do 28 D. Les concepteurs devaient également réutiliser la pointe arrière du Do 28 D sans y apporter de changement. Dans sa version de base, l’appareil devait transporter 15 passagers. Une version allongée devait permettre d’emporter 19 passagers. Le moteur Garrett AiResearch TPE-331 fut sélectionné pour assurer sa motorisation. Le lancement de la poursuite du développement et de la production en série fut autorisé le 7 novembre 1979. Ils furent présentés le 24 avril 1980 lors du salon ILA de Hanovre sous la désignation de projet E-1 (qui devint plus tard Do 228-100) et E-2 (Do 228-200). Le Do 228-100 fit son premier vol 16 mois plus tard seulement le 28 mars 1981. La version allongée -200 fit son premier vol le 9 mai suivant. Le certificat de navigabilité pour l’Allemagne fut accordé par le LBA au E-1 le 18 décembre 1981. Le programme de certification fut interrompu par l’écrasement du prototype de la version -200 le 26 mars 1982 à Igenhausen. Il s’agissait d’un vol destiné à obtenir la certification par les autorités anglaises (CAA, condition préalable à l’exportation dans la plupart des pays étrangers). L’étude des données de l’enregistreur d’accident a fait apparaître une valeur de compensation (trim) imprévue à vitesse maximale qui força l’appareil à plonger vers le sol. En plus du pilote d’essai de Dornier, deux membres du CAA périrent au cours de l’accident. Ceci ne repoussa cependant pas la certification de la version -200 par le LBA qui fut accordée le 7 septembre 1982. Les certificats de navigabilité internationaux ne furent cependant accordés par la FAA et le CAA pour les deux versions du Do 228 que le 17 avril 1984 (CAA) et le 11 mai 1984 (FAA).

### Mise en service
Le premier appareil de série en version -100 fut livré en mars 1982, 12 mois après le premier vol. Aucun autre appareil de cette catégorie n’avait précédemment accompli ce parcours dans ces délais. Le premier client était la compagnie de transport aérien norvégienne Norving (en). Les performances atteintes par le Do 228 dans cet environnement particulièrement éprouvant (air salin, neige et glace, tempêtes) lui valurent de nombreuses commandes. Le Do 228 fut également mis en œuvre avec succès à partir de 1982 au Nigéria. Le premier 228-100 (immatriculé D-IDOM) conserva son enregistrement allemand jusqu'à son retour an Allemagne. Par la suite, les DO 228-200 fournis à l’armée nigériane par la filiale de Dornier A.I.E.P. Ltd. Kaduna furent équipés de groupes d’appoint. L’APU était installé au-dessus de la cabine au niveau de la voilure (centre de gravité).
Dans le cadre d’un appel d’offres de l’Inde, un vol de démonstration a eu lieu au Bhoutan. Sur l’aéroport de Paro dans l’Himalaya, à une altitude d'environ 2 230 m, le Do 228 a simulé une panne de moteur à masse maxi décollable (MTOW) de 5 700 kg juste après le décollage. La température extérieure était de ISA + 15 °C. Le Do 228 fut le seul appareil parmi tous les concurrents à pouvoir satisfaire cette exigence. Ceci a déclenché la commande par le gouvernement indien de 150 Do 228 réalisés sous licence par Hindustan Aeronautics Ltd. à Kanpur. L’accord fut signé le 29 novembre 1983 et le premier vol du premier Do 228 fabriqué en Inde eut lieu le 31 janvier 1986. Ces appareils sont désignés ’’’HAL 228’’’.

### Le profil d'aile de technologie nouvelle
L'aile de technologie nouvelle TNT est très semblable aux profils supercritiques d’avions à réaction. Elle se caractérise par un profil de voilure baptisé Do A-5 basé sur le profil NASA Whitcomb GA(W)-1 mais adapté pour présenter une moindre traînée et donc une meilleure portance. Ceci était obtenu à l’aide de la courbure particulière du saumon qui réduisait la traînée aérodynamique induite (dispositif actuel : voir Winglet). La voilure TNT apportait aussi des améliorations sensibles au niveau de la portance et de la finesse.
Grâce à des méthodes de fabrication modernes, les structures ont pu être produites de manière plus économique. On put en outre diminuer la masse tout en augmentant la solidité par comparaison avec des voilures de conception classique. La voilure TNT conférait ainsi une amélioration des performances d’environ 25 %.

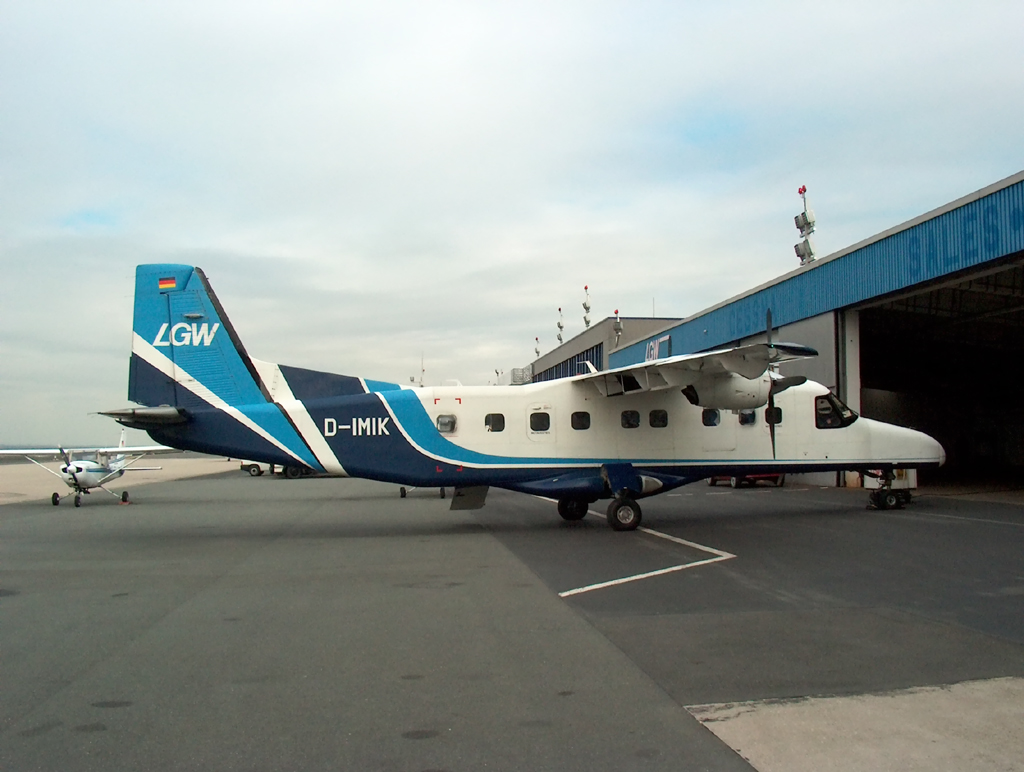
Un Do 228-200 de la compagnie de transport aérien allemande Luftfahrtgesellschaft Walter

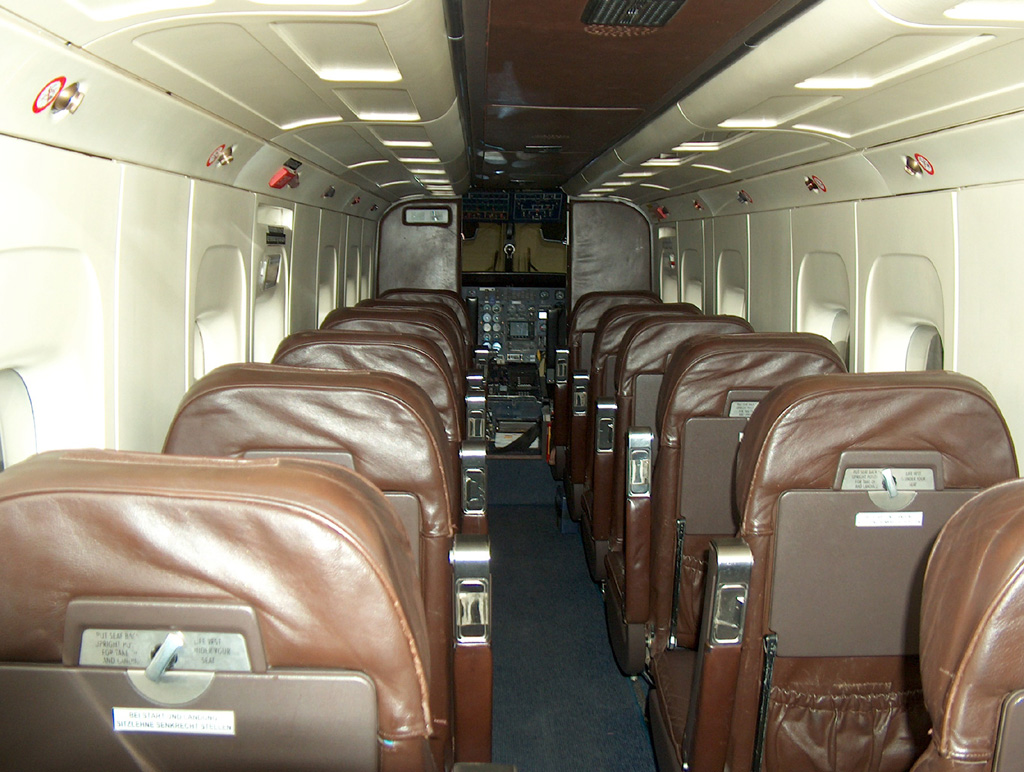
Cabine passagers type

### Motorisation
Le Do 228 est propulsé par deux turbopropulseurs Garrett AiResearch TPE 331-5 (racheté entre-temps par Honeywell) fournissant une puissance unitaire de décollage de 525 kW. À partir de la version Do 228-212, des moteurs plus puissants TPE 331-5-252D et TPE 331-10 fournissant une puissance unitaire de décollage de 579 kW furent disponibles.

### La fin de la fabrication
Au bout de 17 ans, Dornier arrêta la fabrication du Do 228 qui avait connu de nombreuses versions. L’entreprise désormais rebaptisée Fairchild Dornier se concentra sur la fabrication du Dornier 328 puis du Dornier 728 (en). À la suite de la faillite de l’entreprise en 2002, le groupe suisse RUAG acquit tous les droits du Do 228 et assure le suivi technique à partir du site industriel de Dornier à Oberpfaffenhofen.

## Utilisation et fin de production
Le Do 228 est mis en œuvre sur tous les continents par des utilisateurs civils et militaires.
Grâce à ses excellentes caractéristiques ADAC, sa maintenance simplifiée et son indépendance de matériels de servitude au sol, le Do 228 est particulièrement adapté aux missions dans des pays où l'infrastructure aéronautique est sommaire ou manquante, comme aux Antilles mais aussi au Népal.
Comme les Do 27 et Do 28, le Do 228 est particulièrement polyvalent. En plus du transport de passagers et de fret, il peut ainsi être utilisé pour toutes sortes de missions de recherche et de surveillance. À titre d’exemple, l'institut Alfred Wegener possède un Do 228 effectuant chaque année les missions polaires. En outre, la flotte de surveillance de la pollution de la Marine allemande possède deux Do 228 LM (sur un total de 4), chassant les pollueurs à partir de Nordholz (près de Cuxhaven) la mer du Nord et la mer Baltique. D’autres Do 228 sont aussi utilisés en Europe pour la surveillance de l’environnement entre autres en Finlande, aux Pays-Bas et en Grande-Bretagne.

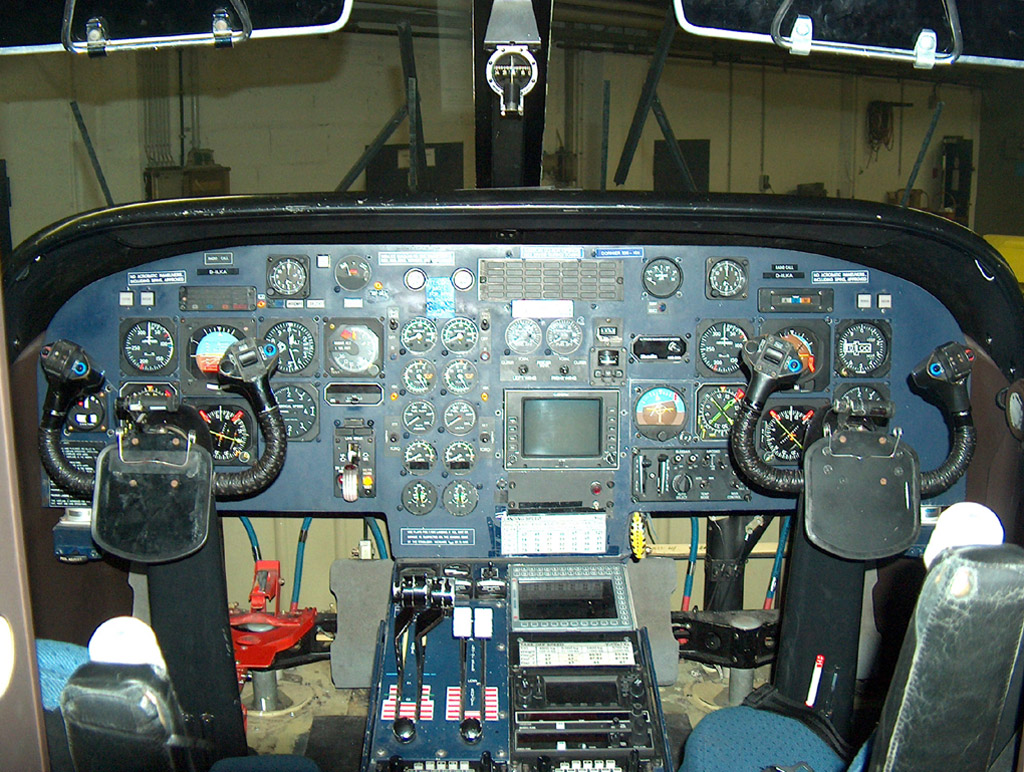
Poste de pilotage type pre-228NG

À partir du mois de mai 1984, un Do 228-100, complété peu après par un Do 228-200, remplaça le DHC-6 Twin Otter de Delta Air (devenu entre-temps la compagnie dba). Depuis cette date, le Do 228 a constitué l’épine dorsale du transport régional à partir de Friedrichshafen et de Stuttgart. La compagnie NFD (Nürnberger Flugdienst, qui fait aujourd’hui partie de Eurowings) mit en ligne un Do 228-202 de 1985 à 1992 essentiellement sur la ligne Hof - Bayreuth - Francfort-sur-le-Main. Une autre compagnie, elle aussi absorbée par Eurowings), RFG (’’Reise- und Industrieflug’’, rebaptisée plus tard ’’Regionalflug’’) utilisa un Do 228-100 pendant quelques mois à partir du mois d’octobre 1984. La société Holiday Express (faisant précédemment partie de HADAG Reederei, devenu plus tard Hamburg Airlines) mit en ligne un Do 228-100 pour desservir les stations balnéaires à partir de Hambourg sur une liaison reliant aussi Westerland/Sylt et Heligoland. Le Do 228 fut le plus gros appareil qui desservit régulièrement l’aérodrome d'Heligoland-Düne (de). Depuis 1992, la compagnie de Dortmund Luftfahrtgesellschaft Walter (LGW) aligne plusieurs Do 228 sur le réseau national allemand. Cette flotte se compose aujourd’hui (date ?) de cinq Do 228-200 et d’un Do 228-100.
Il existe un seul simulateur d’entraînement pour Do 228 au monde. Il a été développé par la société Simtec et se trouve au siège de la société à Brunswick. Simtec possède une certification JAR-STD et a le statut de JAR-TRTO (Type rating training organisation) ce qui lui confère le droit d'effectuer la formation de type et les vols de contrôle (check flight) dans le cadre de l’obtention et de la prolongation de la licence de pilotage pour Do 228.

## Reprise de la production par RUAG

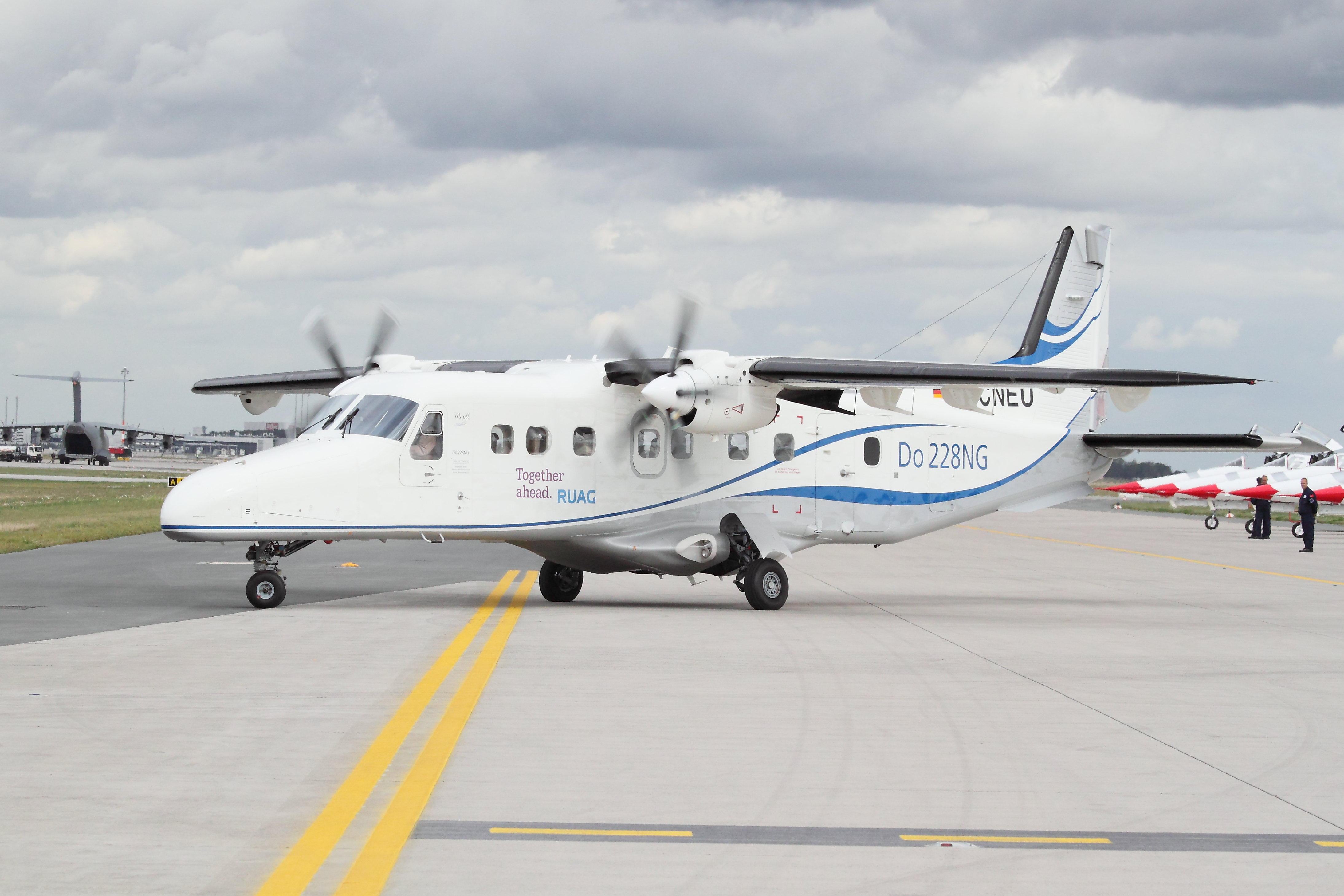
Un Do 228 NG au ILA Berlin 2012.

Le 20 mars 2008, la société suisse RUAG annonce qu'elle reprend la production du Do 228 nouvelle génération après la commande de six appareils par une compagnie japonaise. La livraison de ces appareils doit alors avoir lieu entre décembre 2009 et janvier 2010. L'entreprise compte ensuite produire entre huit et dix appareils par an. Les ailes et le fuselage sont produits par Hindustan Aeronautics Ltd. à Kanpur et l'assemblage final se fait dans l'ancienne usine Fairchild-Dornier à Pfaffenhofen en Allemagne. Cette version modernisée offre de meilleures performances. Les modifications sont nombreuses mais restent limitées afin de ne pas modifier le certificat de type,.
La première livraison pour l'opérateur japonais New Central Airservice a lieu en septembre 2010.
En juillet 2016 les commandes pour le Do 228 NG portent sur douze appareils pour la marine indienne, dix pour le Venezuela (en attente de paiement), un pour la marine allemande et deux pour un client anonyme.

## Versions

### Versions standard
- Do 228-100

Version de base pour 15 passagers (longueur 15,04 m)
- Do 228-101

Version légèrement améliorée du Do 228-100. Augmentation de la masse maximale décollable (MTOW) à 5 980 kg grâce au renforcement de la coque de fuselage et à un train d’atterrissage renforcé. Certification de type pour l’Allemagne accordée le 31 août 1984.
- Do 228-200

Version allongée pour 19 passagers (longueur 16,56 m).
- Do 228-201

Modifications similaires à celles du Do 228-101. Nouveau MTOW : 5 980 kg. Certification de type pour l’Allemagne accordée le 31 août 1984.
- Do 228-201(K)

Do 228-201 modifié : ajout de deux « nageoires ventrales » sous le fuselage arrière destinées à améliorer les caractéristiques ADAC (STOL).
- Do 228-202

Optimisation supplémentaire : relèvement du MTOW à 6 200 kg. Certification de type pour l’Allemagne accordée le mercredi 6 août 1986.
- Do 228-202(K)

Do 228-202 modifié : ajout de deux « nageoires ventrales » sous le fuselage arrière destinées à améliorer les caractéristiques ADAC (STOL).
- Do 228-203F

Projet non réalisé de version cargo sans hublot mais avec une porte pilote supplémentaire sur le côté droit.
- Do 228-212

Dernières grandes améliorations (version 212). En plus des moteurs plus puissants TPE331-5-252D / TPE331-10, cette version se distingue par un train renforcé, des freins en fibre de carbone des nageoires ventrales de série et une avionique modernisée. Certification de type pour l’Allemagne accordée le 28 juillet 1989. Augmentation du MTOW à 6 400 kg. Augmentation de la vitesse (certification accordée le 15 décembre 1989 à 223 KIAS (précédemment 200 KIAS).
- Do 228 NG

Les Dornier Do228 NG sont produits dans les anciennes usines Fairchild Dornier à Oberpfaffenhofen en Allemagne et la modernisation est installée sur le site de RUAG Aerospace à Emmen en Suisse. Le Do228 NG comprend un cockpit numérique couplé à une avionique EFI890 Universal Avionics System, les moteurs Garrets TPE 331-10 sont dotés d’une nouvelle hélice à 5 pales en composite produit par MT-Propellers. La structure a été considérablement renforcée. Le Do228 peut ainsi pratiquer des décollages et atterrissages court sur piste non préparée et l’appareil permet une mise en œuvre facilitée en zone de brousse. L’avion peut dorénavant rester 10 heures en vol avec des variations de vitesse et d’altitude. Au total, RUAG Aerospace a effectué près de 300 modifications qui rendent aujourd’hui, le Do228 plus efficace. Certification de type accordée par l'EASA en août 2010.

### Versions fabriquées sous licence
- HAL 228-101

Dénomination des Do 228-101 fabriqués en Inde sous licence par HAL.
- HAL 228-201

Dénomination des Do 228-201 fabriqués en Inde sous licence par HAL.

### Version spéciales
- ACTL-1

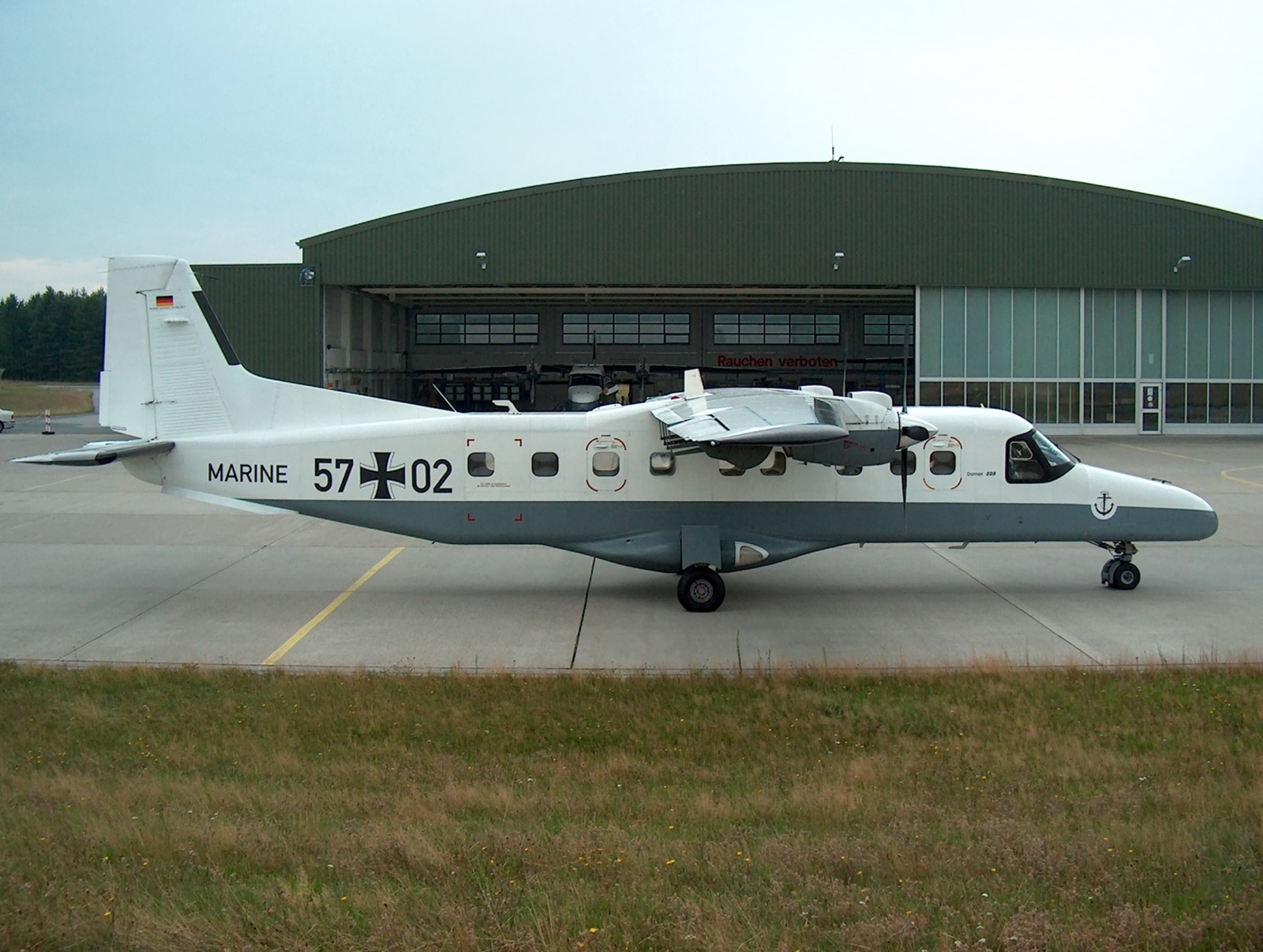
Do 228 LT de la Deutsche Marine à Nordholz (à l'arrière plan : un Do 228 LM)

Appellation du Do 228-212 dans l’armée de Terre italienne
- Do 228 LM1 / Do 228 LM2

L’abréviation LM (Luftüberwachung Meeresverschmutzung = surveillance aérienne de la pollution marine) est le sigle de l'escadrille de la Deutsche Marine composée de deux Do 228-212 modifiés (voir aussi MARPOL).
- Do 228 LT

Désignation du Do 228-212 destiné au transport aérien (Lufttransport) de la Deutsche Marine.
- Maritime Patrol Version A

Désignation d’un Do 228-202 modifié équipé d’un radar MEL Marec II (antenne à balayage panoramique sur 360°) et de ses éléments auxiliaires.
- Maritime Surveillance Version B

Désignation d’un Do 228-202 modifié équipé d’un radar embarqué d’observation latérale SLAR (Radar à visée latérale) et de ses éléments auxiliaires.
- Maritime Patrol Version C

Désignation d’un Do 228-202 modifié équipé d’un radar Bendix à balayage panoramique (360°) et de ses éléments auxiliaires.
- POLAR 2 / POLAR 3 / POLAR 4

Désignation des Do 228 de l’Institut Alfred Wegener. Le POLAR 3 fut abattu « par erreur » par la guérilla Polisario le 24 février 1985 au-dessus du Sahara occidental au retour d’une mission en Antarctique.
- SIGINT (Signals Intelligence)

Désignation d’un Do 228-202 modifié équipé d’antennes ELINT et COMINT et des éléments auxiliaires.

## Fiche technique
| Paramètres                     | Do 228-100                  | Do 228-200                  | Do 228-212NG                 |
| ------------------------------ | --------------------------- | --------------------------- | ---------------------------- |
| Longueur                       | 15,03 m                     | 16,56 m                     | 16,56 m                      |
| Envergure                      | 16,97 m                     | 16,97 m                     | 16,97 m                      |
| Hauteur                        | 4,86 m                      | 4,86 m                      | 4,86 m                       |
| Largeur int. cabine            | 1,35 m                      | 1,35 m                      | 1,35 m                       |
| Distance franchissable         | 1000 - 2 700 km             | 1000 - 2 700 km             | 2 363 km                     |
| Vitesse de croisière maxi      | 369 km/h                    | 369 km/h                    | 413 km/h                     |
| Altitude de croisière          | 3 000 m                     | 3 000 m                     |                              |
| Masse décollable maxi          | 5 700 kg                    | 5 700 kg                    | 6 400 kg / 6 575 kg (MTOW)   |
| Charge utile maxi              | 1 917 kg                    | 1 783 kg                    |                              |
| Nombre de sièges passages type | 15                          | 19                          | 19 ou 18 (avec toilette)     |
| Motorisation                   | 2 moteurs Garrett TPE 331-5 | 2 moteurs Garrett TPE 331-5 | 2 moteurs Garrett TPE 331-10 |
| Planche de bord                |                             |                             | tout écran                   |

## Opérateurs

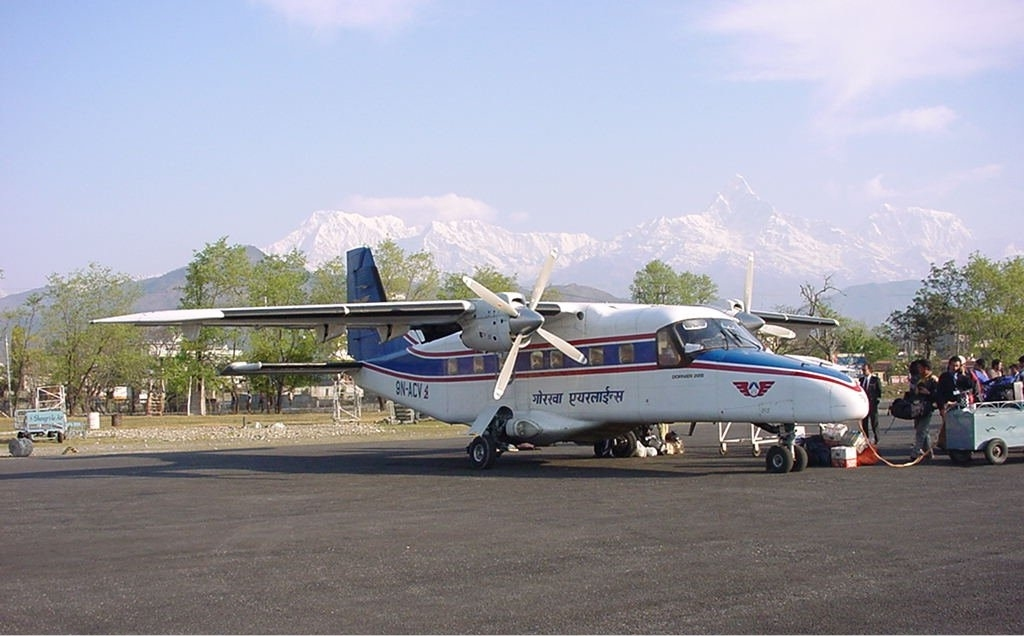
Gorkha Airlines à l'aérodrome de Pokhara au Népal

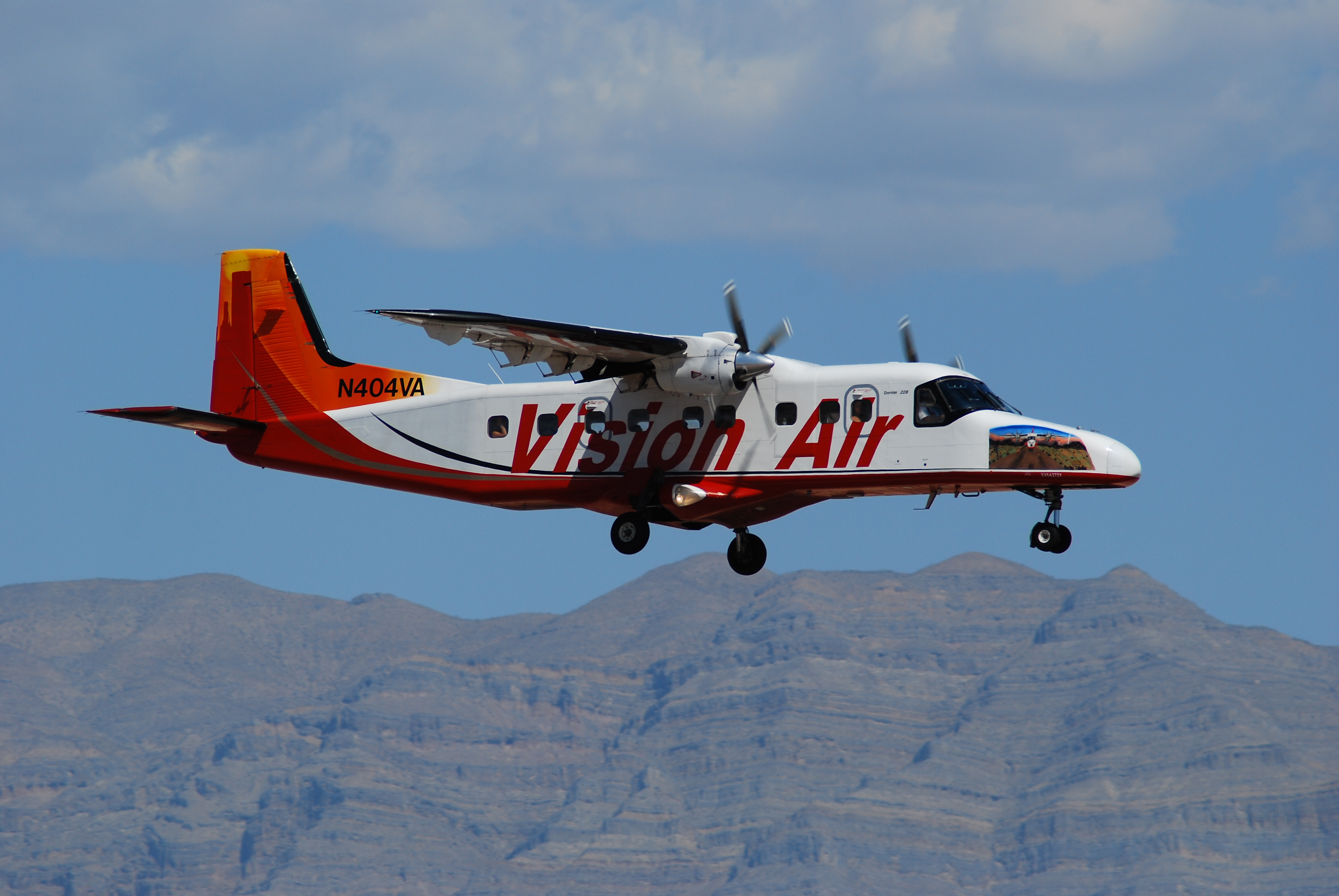
Vision Airlines à North Las Vegas Airport

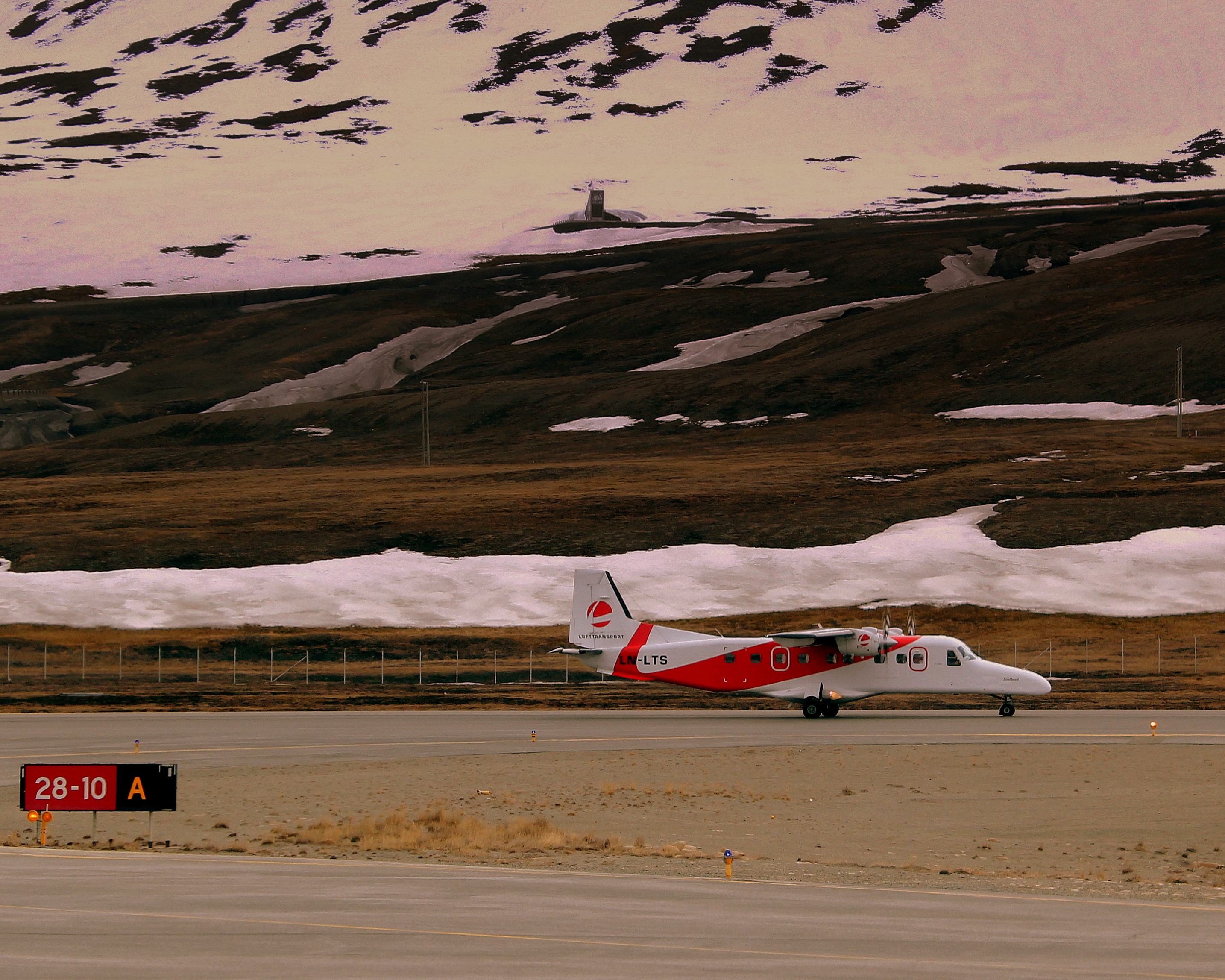
Lufttransport 228NG au Svalbard

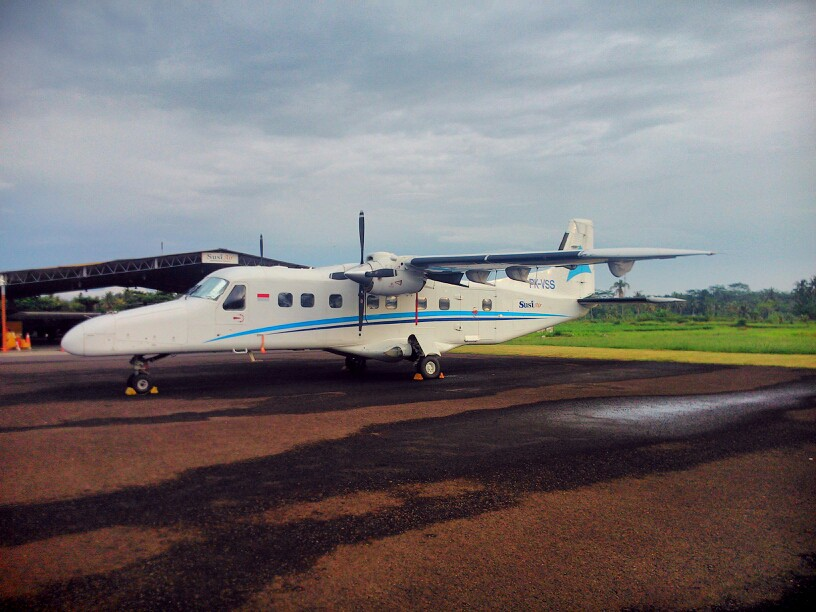
Do 228NG de Susi Air en 2014

En juillet 2017, 63 avions étaient en service au sein d'une compagnie aérienne
- Aerocardal (3)
- Aero VIP (Portugal) (2)
- Agni Air (2), affrétés à Simrick Airlines
- Air Marshall Islands (2)
- Air West Coast (2)
- Alkan Air (2)
- APSA Colombia (1)
- Arcus Air (4)
- Aurigny, Royaume-Uni : 3 Do 228, remplacés par 4 Do 228NG[7],[8]
- Bighorn Airways (3)
- CorpFlite (2)
- Daily Air (4)
- Divi Divi Air (2)
- Dornier Aviation Nigeria (9)
- GAM Aviation (3)
- German Aerospace Center (2)
- Gorkha Airlines (2)
- Inter Island Airways (1)
- Island Aviation (3)
- Jagson Airlines (2)
- Lufttransport, Norvège : (2), 1 Do 228NG
- National Cartographic Center of Iran (3)[9]
- New Central Airlines, Japon : 4 Do 228-200NG. Troisième Do228NG (c/n 8300) reçu en décembre 2016. Exploité par NCA pour le transport de passagers et de fret entre l'aéroport Chofu de Tokyo et la chaîne des îles du sud du Japon[10].
- Simrick Airlines (2) (Agni Air)
- Sita Air (3)
- Star Air Aviation (1)
- Summit Air (5)
- Susi Air : 3 Do 228NG en commande
- Tara Air (3)
- Vision Airlines (1)
- MAYAir (2)

### Opérateurs publics
Finlande
- Garde-frontière[11]

 Inde

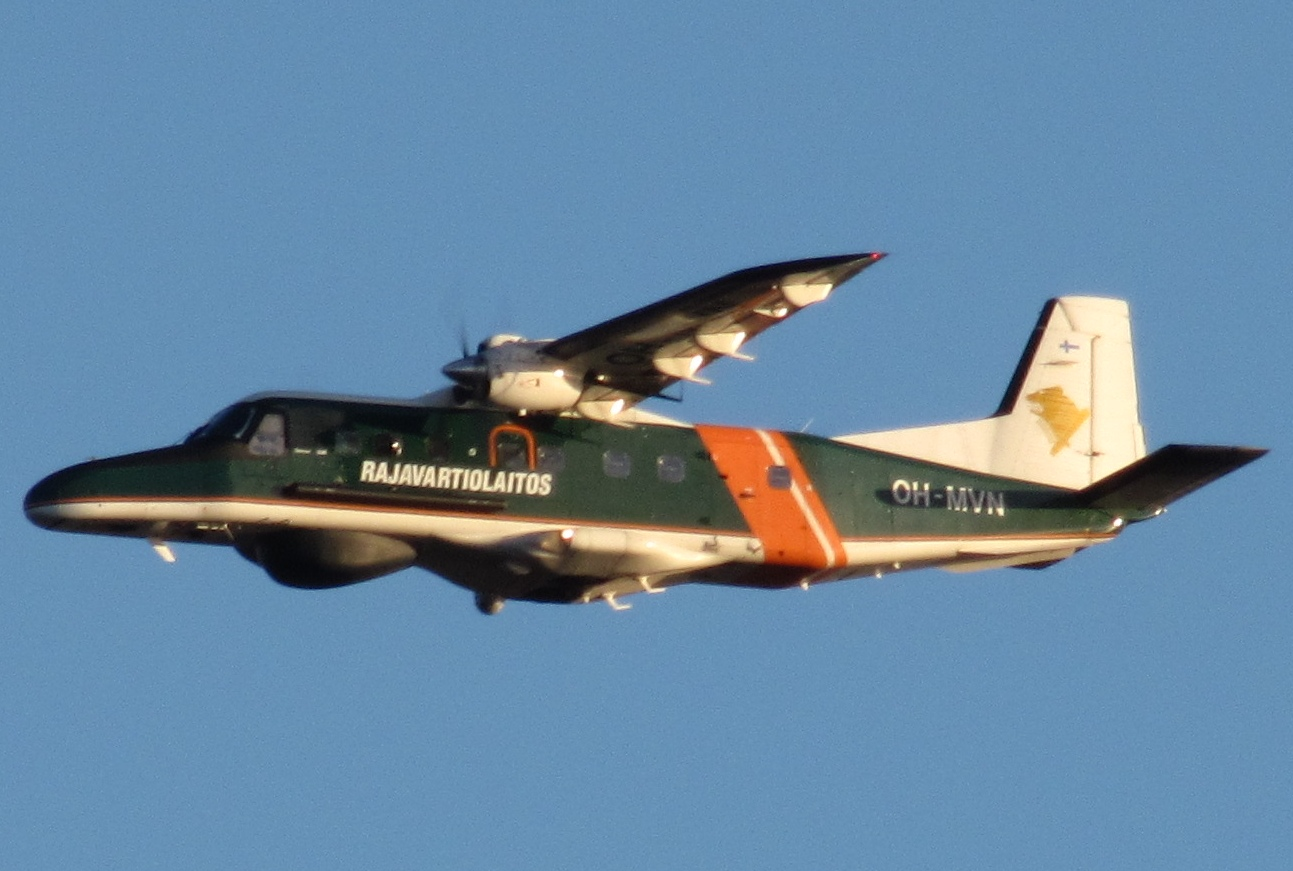
Garde-frontière finlandais

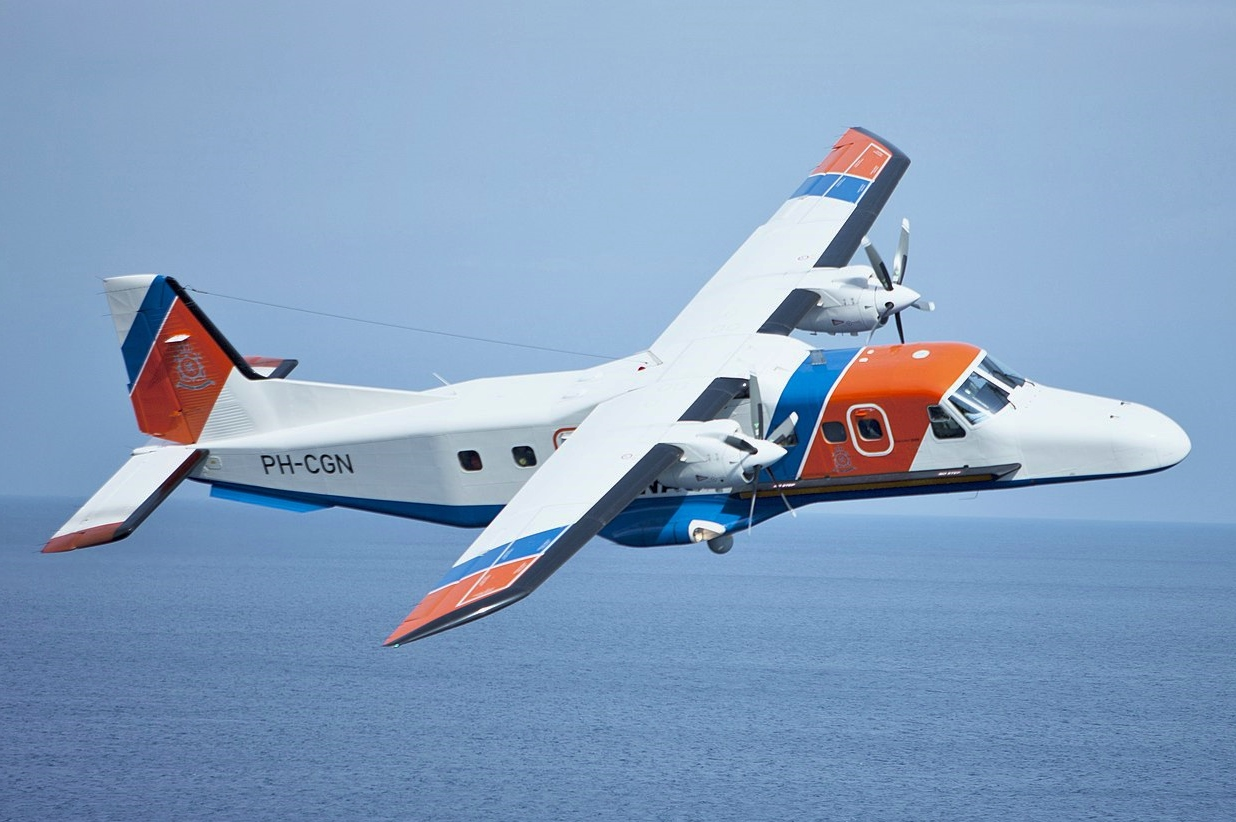
Garde-côtes néerlandais

- Garde-côtes : 38 Do 228-101 maritime surveillance aircraft

 Pays-Bas
- Garde-côtes

 Oman
- Royal Oman Police Air Wing

 Royaume-Uni
- Marine Fisheries Agency
- Ministère de la Défense (affrété par Summit Air)
- Falcons de la Royal Air Force (affrété par Summit Air)

 Mauritanie
- Guarde-côtes

### Opérateurs militaires
Allemagne:
- Marineflieger :

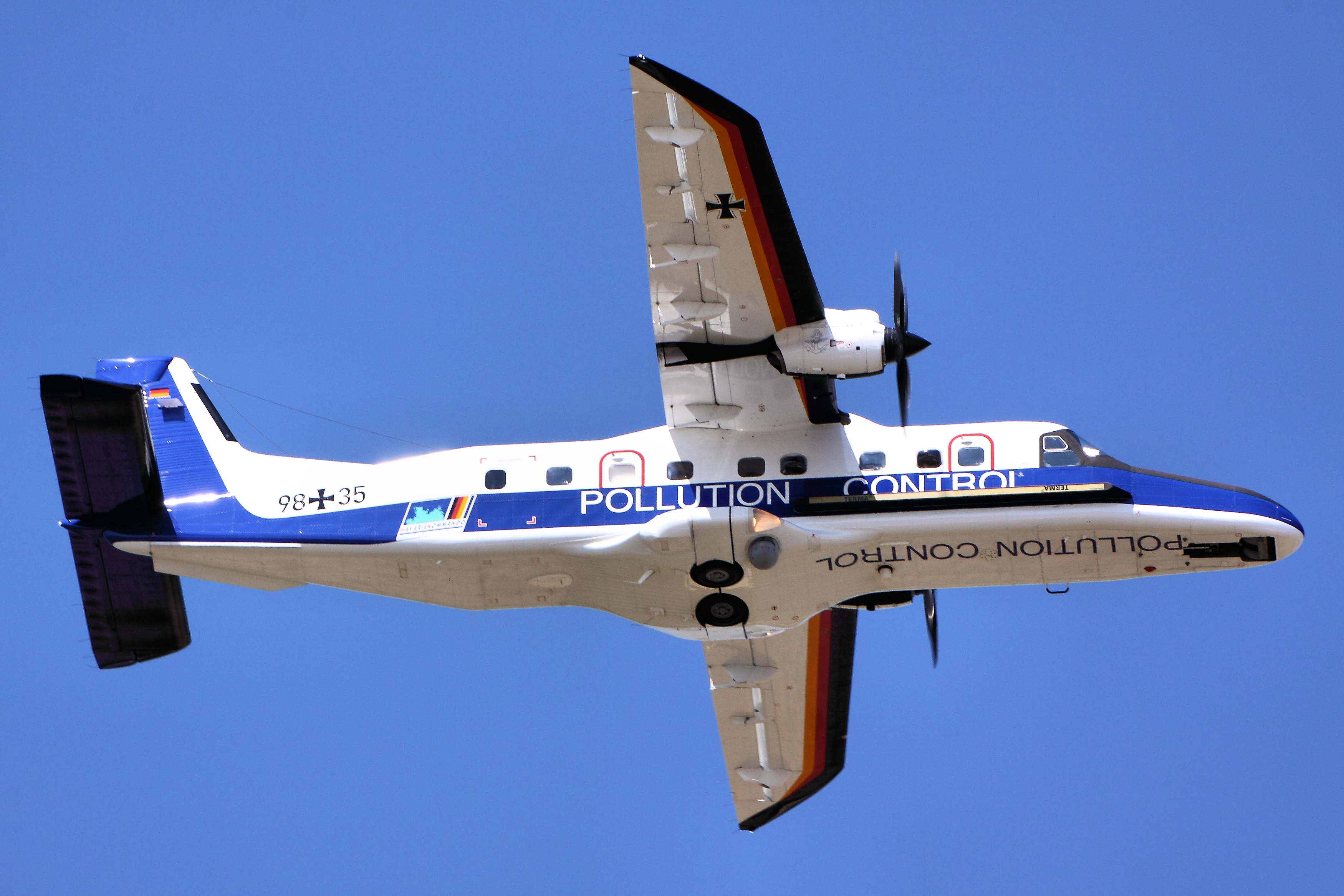
Patrouille anti-pollution maritime de la marine allemande

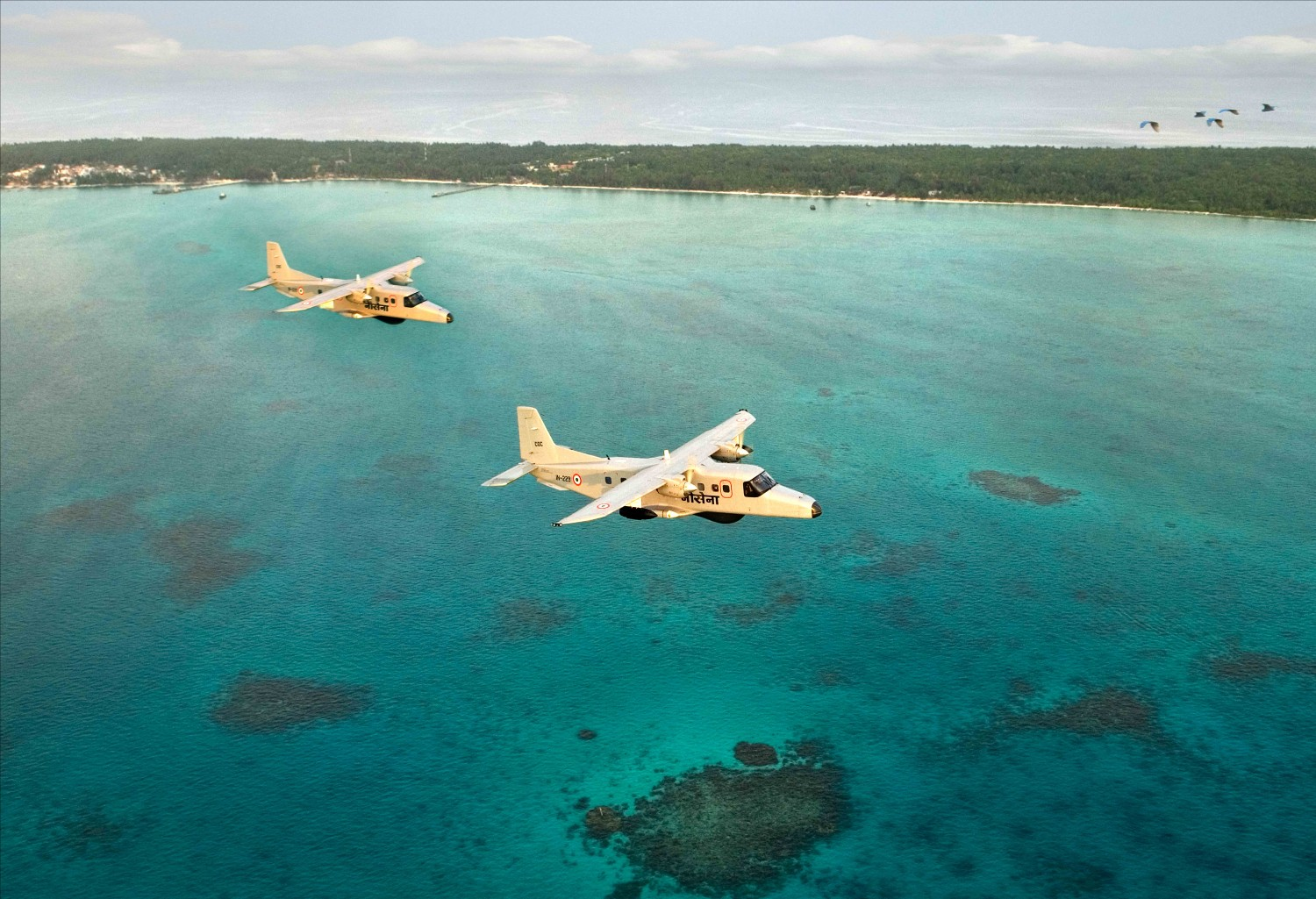
Marine indienne

- 4 Do-228/Do-228LM/LT : en service de 1991 à 2012
- 2 Do-228NG MPA/Reconnaissance[12] (immatriculation 57+05 et 98+35), livré en 2012

 Bangladesh
- Marine bangladaise : 2 Do-228-212NG MPA (s/n 8306 et 8307 / immatriculation 314-01 et 314-02) livrés en 2013. L'appareil comprend notamment un radar de surveillance 360°, radar RDR-1700B et console d'opérateur, radios HF, VHF/UHF et VHF FM, 6 places observateurs et 2 hublots bulle[13]. Deux autres Do-228NG commandés en 2017 avec radar de surveillance antenne active .Leonardo's seaspray 5000E[14].

 Inde
- Force aérienne indienne : 40 Do 228-201 et 14 Do 228-212NG en commande[12]. En février 2015, la force aérienne commande 14 Do-228NG auprès de HAL(licence)/RUAG ainsi que six moteurs et un simulateur[15]
- Marine indienne : 25 Do 228-201 et 12 Do 228NG en commande[12].

 Malawi
- Force de défense du Malawi : 3[16]

 Niger
- Forces armées nigériennes

 Nigeria
- Force aérienne nigériane: 1[12]

 Seychelles
- Force de défense populaires des Seychelles : 1[12]

 Thaïlande
- Marine royale thaïlandaise : 7 MPA[12] depuis la fin des années 1990. Seront modernisés dans les années 2020[17]

 Venezuela
- Aviation nationale du Venezuela. 3 Do 228 NG en service en 2017 + 7 commandés[12]

### Anciens opérateurs militaires
Allemagne
- Luftwaffe

 Cap-Vert
- Garde-côtes[18]

 Bhoutan
- Royal Bhutan Army (Bhutan Army Air Wing)[19],[20]

 Italie
- Armée de terre italienne[21]

## Accidents
Le 10 juin 2024, un Dornier Do 228 de l'escadrille aérienne de l'armée du Malawi transporte le vice-président du pays, Saulos Chilima, lors d'un vol intérieur. Il y a dix personnes  à  bord. L'avion est en service depuis 1988. Les mauvaises conditions météorologiques contraignent l'appareil à faire demi-tour mais il s'écrase en cours de route. Les secours trouvent l'épave le 11 juin dans la Chikangawa Forest Reserve (en), dans le district de Mzimba ; il n'y a aucun survivant.